# Châtillon, Fribourg
Châtillon är en ort och kommun i distriktet Broye i kantonen Fribourg, Schweiz. Kommunen hade 527 invånare (2023).